# Абулхаев, Ракиб Абулхаевич
Ракиб Абулхаевич Абулхаев (тадж. Рақиб Абулҳаев) — историк и педагог, доктор исторических наук (1993), профессор (2003). Деятель науки и техники Республики Таджикистан (1999).

## Биография
Ракиб Абулхаевич Абулхаев родился 10 февраля 1938 года в Айнинском районе, Таджикская ССР, СССР.
- 1961 — Окончил Таджикский государственный университет;
- 1961—1963 — Ст. лаборант Института истории, археологии и этнографии Академии наук Таджикской ССР;
- 1963—1965 — Стажёр-исследователь Института истории АН СССР;
- 1965—1971 — младший научный сотрудник Института истории, археологии и этнографии Академии наук Таджикской ССР;
- 1971—1976 — старший научный сотрудник сектора истории советского общества Института истории, археологии и этнографии Академии наук Таджикской ССР;
- 1976—1979 — доцент кафедры истории партии и политэкономии в Таджикском государственном институте искусств им. М. Турсунзаде;
- 1979—1998 — старший научный сотрудник, зав. отделением новейшей истории Института истории, археологии и этнографии Академии наук Таджикской ССР;
- 1998—2000 — доцент кафедры отечественной истории и международных отношений Российско-таджикского (славянского) университета;
- 2000—2009 — профессор, заведующий кафедры всеобщая история Российско-таджикского (славянского) университета;
- 2009 — профессор, кафедры всеобщая история Российско-таджикского (славянского) университета.

Профессор Абулхаев принимает активное участие в качестве члена Учёного совета на защите научных диссертаций, руководит научной работой аспирантов, соискателей и магистрантов Академии наук Таджикской ССР и Российско-таджикского (славянского) университета..

## Научная и творческая деятельность
Ракиб — автор более 250 научных, научно-популярных и методических работ по проблемам установления и упрочнения Советской власти в Таджикистане, культурного строительства, аграрного преобразования, миграционного процесса, взаимоотношений Таджикистана с Российской Федерацией. В монографии «Упрочнение Советской власти в районах верховьев Зеравшана» (1972) раскрыты социально-экономическое положение населения верховьев Зеравшана накануне революции, процесс установления Советской власти, первые социалистические преобразования, начало гражданской войны в советском Таджикистане и в районах верховья Зеравшана, возникновение басмаческих банд. В книге «Культурное возрождение Таджикистана» (1985) (в соавт.) на основе достоверных материалов и документов показаны основные этапы становления и развития культурно-просветительских учреждений в Таджикистане. Освещены роль и место учреждений в дальнейшем развитии культурной жизни трудящихся и прежде всего сельского населения. В монографии «Исторический опыт ирригационного сотрудничества и освоение новых земель в Таджикистане (1961—1985)» исследуется проблема ирригации в 1961—1985гг. Абулхаев также известен как один из исследователей истории миграции населения Таджикистана. В монографиях «История переселения в Таджикистане (1924—1941)» (2003, 2005, в 2-х ч.); «Таърихи муҳоҷират дар Тоҷикистон (1917—2000 гг.)» (рус. «История переселения в Таджикистане»), 2012 (на тадж. и русском яз.); «Вопросы новейшей истории Таджикистана» (2015, 2016, в 2-х ч., все на тадж. и русском яз.) в значительной мере на архивных материалах была освещена история переселения народов Таджикистана в советский период и годы независимости Республики Таджикистан.
Он является одним из авторов многотомной «Истории таджикского народа» (в 6 томах) изданной Институтом истории, археологии и этнографии Академии наук Республики Таджикистан. Участвовал во многих научных международных и республиканских конференциях.

### Основные публикации
- Культурное возрождение Таджикистана (в соавт.). — Душанбе, 1985;
- Новь Зеравшанской долины (на яз. дари). — Душанбе, 1987;
- Развитие ирригации и освоение новых земель в Таджикистане. — Душанбе, 1988;
- Исторический опыт ирригационного строительства и освоение новых земель в Таджикистане (1961- 85). — Душанбе, 1991;
- История переселения в Таджикистане (1924—1941). Ч. 1. — Душанбе, 2003. (на тадж. и русском яз.);
- История переселения в Таджикистане (1924—1941). Ч. 2 — Душанбе, 2005. (на тадж. и русском яз.);
- Вклад трудящихся советских республик в водохозяйственное строительство и освоение новых земель в Таджикистане (30-е и первая пол. 80-х гг. XX в.). — Душанбе, 2006;
- История переселения в Таджикистане (1924—2009) (на тадж. яз.). — Душанбе, 2009.
- Таърихи муҳоҷират дар Тоҷикистон (рус. «История переселения в Таджикистане») (1917—2000). — Душанбе, 2012. (на тадж. и русском яз.);
- Вопросы новейшей истории Таджикистана. Часть 1. — Душанбе, 2015. (на тадж. и русском яз.);
- Вопросы новейшей истории Таджикистана. Часть 2. — Душанбе, 2016. (на тадж. и русском яз.);.